# Oron (Francja)
Oron – miejscowość i gmina we Francji, w regionie Grand Est, w departamencie Mozela.
Według danych na rok 1990 gminę zamieszkiwało 109 osób, a gęstość zaludnienia wynosiła 20 osób/km² (wśród 2335 gmin Lotaryngii Oron plasuje się na 936. miejscu pod względem liczby ludności, natomiast pod względem powierzchni na miejscu 970.).